# Club Academia del Balompié Boliviano
Club Academia del Balompié Boliviano, kurz als ABB bekannt, ist ein bolivianischer Fußballverein aus La Paz. Der Klub wird auch als La Academia (Die Akademie) bezeichnet und stieg 2024 zum ersten Mal in die Liga de Fútbol Profesional Boliviano auf.

## Geschichte
ABB wurde 1985 als Asociación Banco do Brasil mit Anlehnung der Vereinsfarben an die brasilianische Fußballnationalmannschaft gegründet und spielte die ersten Jahrzehnte im Amateurfußball. Zweck des Klubs war die Entwicklung von Talenten in der La Paz-Region. Im Jahr 2013 gewann der Verein die Regionalmeisterschaft und qualifizierte sich für die zweite Liga, die Liga Nacional B. Dort schied ABB in der ersten Runde aus und kehrte in den Regionalfußball zurück. Im Jahr 2024 erreichte der Verein das Finale der Copa Simón Bolívar und konnte dieses mit 3:2 im Gesamtergebnis gegen CDT Real Oruro gewinnen. Damit stieg der Verein erstmals in die Liga de Fútbol Profesional Boliviano auf.

## Erfolge
- Sieger der Copa Simón Bolívar: 2024

## Stadion
ABB trägt seine Heimspiele im Estadio Hernando Siles in La Paz aus. Das 1930 eröffnete Stadion umfasst 43.143 Plätze. Durch den Aufstieg in die Liga de Fútbol Profesional Boliviano entspricht das eigentliche Stadion, der Complejo Calacoto mit 2000 Plätzen, nicht mehr den Anforderungen des Verbandes.